# Kano (рэпер)
Кейн Бретт Робинсон (англ. Kane Brett Robinson; род. 21 мая 1985 года, Лондон, Англия, Великобритания), более известный как Kano—британский рэпер, автор песен и актёр из Ист-Хэма, Лондон. Его пятый альбом Made in the Manor вошёл в шорт-лист премии Mercury Prize 2016 года и получил награду за лучший альбом на MOBO Awards 2016. На экране он сыграл роль Салли в Top Boy.

## Музыкальная карьера

### 1985—2003: ранние годы
Кейн Робинсон, родившийся в лондонском районе Ньюхэм, воспитывался родителями ямайского происхождения, сначала на Мэнор-роуд, а затем в Ист-Хэме. Он учился в средней школе Лэнгдон. В молодости он был полупрофессиональным футболистом, выступавшим за «Челси», «Вест Хэм Юнайтед», «Норвич Сити» и «Селтик» к тринадцати годам, но в конце концов отказался от спортивных амбиций в пользу музыкальной карьеры.
Робинсон в юности увлекался сочинительством, используя Cubase и клавишные, и начал заниматься MCing в четырнадцать лет после того, как его старший брат Ли «Чоппер» Робинсон, начинающий диджей, получил пару проигрывателей на своё шестнадцатилетие; пара записывала гаражные сеты в Великобритании на кассету и делилась ими с друзьями, что принесло Ли место жительства на пиратской радиостанции Flava FM в Каннинг-Тауне. Школьный друг Кано Шарки Мейджор, основатель Nasty Crew, также был резидентом телеканала и пригласил его в качестве гостя на шоу группы ещё в 2001 году; к 2002 году он официально стал членом the crew. Передачи телеканала были доступны только в непосредственной близости от Восточного Лондона, и слушатели изначально знали его исключительно по голосу, прежде чем он начал получать заказы на прямые эфиры через the crew.
Второй виниловый релиз Kano «Vice Versa (Boys Love Girls)» был записан до того, как он присоединился к группе и выпущен на лейбле Джаммера Jahmek the World. Он также участвовал в записи различных релизов в составе N.A.S.T.Y., включая их второй сингл «Take You Out», выпущенный в декабре 2002 года. Робинсон использовал популярность группы в андеграунде как трамплин и появился на обложке The Face вместе с коллегами D Double E и Hitman Hyper. Он подписал контракт со звукозаписывающей компанией 679 Recordings в свой девятнадцатый день рождения в 2004 году. Он получил более широкое признание после того, как появился в официальном ремиксе на песню The Streets «Fit but You Know It», вышедшем на Channel U, а также на первом DVD Jammer Lord of the Mics с баттлами в стиле грайм, где он сразился с Wiley, а также в выпусках MTV Base и серии DVD Risky Roadz. В то время он тесно сотрудничал с другими участниками Nasty Геттсом и Демоном, вместе с которыми он должен был появиться на втором компакт-диске «уличного альбома» Nasty Crew, который в итоге так и не вышел.

### 2004—2005: Home Sweet Home
В 2004 году Робинсона пригласили стать моделью для Hugo Boss, но он отказался от записи и гастролей. Вскоре после этого он выпустил свой дебютный альбом «P’s & Q’s» на лейбле 679 Recordings, который стал главным синглом его дебютного альбома и андеграундным хитом. В феврале 2005 года он выпустил второй сингл альбома «Typical Me», спродюсированный Фрейзером Смитом и с участием Ghetts. «Typical Me» занял 22-е место в UK Singles Chart. Третий сингл «Remember Me» оказался менее успешным в чартах, заняв 71-е место. Две недели спустя, 27 июня 2005 года, вышел его дебютный альбом Home Sweet Home. Он дебютировал в топ-40 Великобритании на 36-м месте в первую же неделю. В сентябре 2005 года вышел четвёртый сингл «Nite Nite» с участием Leo the Lion и The Streets. «Home Sweet Home» получил золотой статус в Великобритании и получил хорошие отзывы в британской прессе.
Четыре песни, в записи которых участвовал Робинсон, вошли в сборник 679 Run the Road 2005 года, в том числе VIP-версия песни Jammer «Destruction». «Nite Nite» была выпущена в качестве следующего сингла альбома Home Sweet Home, заняв 25-е место в британских чартах и проведя в общей сложности шесть недель в топ-75. Вскоре после выхода «Nite Nite» на британском видеостанции Channel U был выпущен промо-ролик «Reload It», в котором были представлены фрагменты живых выступлений и кадры из-за кулис. В декабре 2005 года Робинсон выпустил ремикшированную версию трека из альбома «Nobody Don't Dance No More» с участием Кэти Перл в качестве сингла, доступного только для скачивания. Трек также был включён в качестве би-сайда на CD: 2 «Nite Nite». 13 марта 2006 года Робинсон выпустил пятый и последний сингл альбома, двойную версию «Brown Eyes» и «Signs in Life». Сингл был выпущен только на виниле и включал бесплатную наклейку, из-за чего не имел права на включение в чарты.
В 2005 году, во время кампании по продвижению альбома Home Sweet Home, Робинсон расстался с Nasty Crew. Соучредитель Маркус Нэсти заявил, что это решение было принято из-за того, что их отношения стали напряжёнными после того, как у Kano появился менеджер и ему пришлось балансировать между интересами своей команды и группы. Уход Робинсона впоследствии повлиял на решение Геттса и Демона покинуть группу.

### 2006—2007: London Town
23 марта 2006 года Робинсон выступил в Anson Rooms в Бристоле на MTV2 в рамках программы Spanking New Music вместе с JME, N-Dubz и Unklejam. Он исполнил такие треки, как «London Town», «P’s & Q’s», «Brown Eyes», «Me & My Mic» и треки из микстейпа Beats & Bars. В шоу Робинсон подтвердил, что его следующий альбом будет называться London Town.
Перед выходом альбома Робинсон выпустил микстейп (на обложке он назывался просто «Mixtape»), в который вошли новый материал и его собственные версии песен в стиле хип-хоп, в том числе «Public Service Announcement» Jay-Z, «Black Republican» Nas и «My Way Home» Канье Уэста. В микстейп также вошла песня «Buss It Up», которая позже была выпущена в альбоме London Town. Альбом вышел 10 сентября 2007 года, а 27 августа был выпущен сингл «This Is the Girl» с участием Крейга Дэвида. Помимо Дэвида, в записи альбома приняли участие Дэймон Албарн из Blur и Gorillaz, Кейт Нэш и Vybz Kartel. Робинсон гастролировал по Великобритании в поддержку альбома, а также исполнил весь альбом в Jazz Cafe в октябре 2007 года вместе с живой группой. В том же месяце Kano также собрал аншлаг в лондонской «Астории», чтобы устроить развлекательное шоу и поддержать Тинчи Страйдера в его туре.

### 2008—2009: 140 Grime Street и MC No. 1
В 2008 году Робинсон больше не был подписан на лейбл 679 Recordings, так как хотел вернуться к своим «более мрачным корням» и публиковал все новые фристайлы на своей странице MySpace. В апреле того же года он выпустил микстейп MC No. 1, за которым последовал третий альбом 140 Grime Street. Несмотря на то, что он в основном использовал биты в стиле американского хип-хопа, что, казалось бы, противоречило его предыдущим комментариям, оба альбома были хорошо приняты. 140 Grime Street был выпущен 29 сентября 2008 года на его собственном независимом лейбле Bigger Picture Music. Большая часть альбома была спродюсирована Майки Джей, при этом Уайли и DaVinChe предоставили по два бита, а Скепта спродюсировал песню «These MC». В записи альбома приняли участие Ghetto, Скепта, Уайли и Майки Джей. Первым выпущенным синглом был «Hustler».
Второй сингл «Rock N Rolla» впервые прозвучал в радиошоу DJ Mista Jam на Radio 1xtra. Сингл был официально выпущен в октябре. «More Than One Way» также впервые прозвучала в радиошоу Mista Jam на 1xtra. Видео было также выпущено на официальной странице Kano на YouTube. Трек был написан для кампании по продвижению Диплома и раздавался бесплатно исключительно с веб-сайта Diploma. Музыкальное видео было снято с помощью студентов со всей Великобритании. В телерекламе Робинсон проходит сквозь толпу студентов, чьи дипломы всплывают над ними пузырьками. Студенты-креативщики и медиа-студенты помогали в создании видео, а студенты-конструкторы — в создании декораций.

### 2010—2013: Method to the Maadness и микстейпы
Четвёртый альбом Робинсона Method to the Maadness был выпущен 30 августа 2010 года и занял 45-е место в UK Albums Chart, став четвёртым подряд альбомом рэпера, попавшим в топ-50. Главный сингл «Upside» (при участии Мишель Бриз) был выпущен 23 августа 2010 года. В том же году он исполнил вокальную партию в третьем альбоме Gorillaz Plastic Beach. Он сотрудничал с британским рэпером Баши и Национальным оркестром арабской музыки в работе над треком «White Flag».
В сентябре Робинсон анонсировал совместный мини-альбом из четырёх треков с продюсером Майки Джей. Мини-альбом получил название «Not for the A List», потому что Робинсон не хотел, чтобы что-то мешало ему в создании музыки. Часть мини-альбома заключалась в том, чтобы выпускать по одному треку в неделю и отдавать его диджею для прослушивания на радио, чтобы каждую неделю это был другой диджей в течение четырёх недель. Первым треком был «Random Antics», вторым — «Alien» с участием Maxsta, первого исполнителя, подписавшего контракт с основателем SBTV Джамалом Эдвардсом. На третьей неделе вышел трек «E.T.» с участием Wiley, Scorcher и Wretch 32. Четвёртый трек «House of Pain» с участием Ghetts был отложен из-за большой продолжительности 7+1⁄2 минут. Диджею пришлось получить разрешение своего босса, чтобы включить его. Предполагалось, что Робинсон использует EP, чтобы привлечь внимание к своему пятому студийному альбому, который вышел в 2012 году.
13 ноября 2011 года Робинсон объявил в Twitter, что в том же месяце выпустит микстейп под названием «Girls Over Guns». 1 января 2012 года он выпустил микстейп «Jack Bauer 2.4» в качестве продолжения микстейпа 2010 года.

### 2014—2018: Made in the Manor
26 апреля 2014 года Робинсон выпустил клип на песню «Flow of the Year» с участием JME на SB.TV. В следующем году в марте 2015 года вышел его сингл «Hail», а в апреле 2015 года на Noisey — его би-сайд «New Banger». Это предшествовало выходу его пятого альбома Made in the Manor в 2016 году. Продвижение альбома началось с сингла «3 Wheel-Ups» с участием Уайли и Гиггза. Премьера песни состоялась на шоу MistaJam BBC Radio 1Xtra 7 января 2016 года. Песня вошла в UK Singles Chart под номером 126 и в UK R&B Chart под номером 16.
Альбом занял 8-е место в UK Albums Chart, став самым успешным альбомом Робинсона после London Town (2007).

### 2019—настоящее время: Hoodies All Summer
30 августа 2019 года, после анонса, сделанного месяцем ранее, вышел шестой студийный альбом Робинсона Hoodies All Summer. Позже альбом был номинирован на премию Mercury Prize 2020, во второй раз за его карьеру. В 2020 году он снова исполнил вокальную партию в седьмом альбоме Gorillaz Song Machine, Season One: Strange Timez вместе с испанской певицей Роксани Ариас в песне «Dead Butterflies». В октябре 2020 года Робинсон сотрудничал с Фрейзером Смитом при создании дебютного альбома Смита «12 Questions».

## Актёрская карьера
В октябре 2011 года Робинсон дебютировал в качестве актёра в драме «Лучший парень» на канале Channel 4. Его персонаж Салли изначально был прописан как азиатский наркоторговец. Кастинг-директор Дес Гамильтон, режиссёр Ян Деманж и сценарист Ронан Беннетт были настолько впечатлены его сценой с партнёршей по фильму Эшли Уолтерс, что персонаж был переписан. Сериал выходил в течение двух сезонов, прежде чем Channel 4 закрыл его в 2014 году.
В 2017 году было объявлено, что стриминговая платформа Netflix возродит Top Boy с Робинсоном в роли Салли. Возобновление сериала отчасти было связано с интересом канадского рэпера Дрейка, который был поклонником оригинального сериала и чья команда стала сопродюсером новых эпизодов. Премьера третьего и четвёртого сезонов состоялась на Netflix в сентябре 2019 года и марте 2022 года соответственно. Пятый и последний сезон был анонсирован 31 марта 2022 года и вышел в эфир в сентябре 2023 года.
Робинсон играет главную роль в «Кухне», антиутопической драме-боевике для Netflix, режиссёрами которой выступили Кибве Таварес и Дэниел Калуя. Премьера состоялась 15 октября 2023 года на 67-м Лондонском кинофестивале.

## Награды и премии
Робинсон получил различные награды, в том числе премию MOBO за лучшее выступление новичка в 2005 году, лучший альбом в 2016 году и лучшую роль в телешоу/фильме в 2022 году. Он также получил награду на первой премии Channel U «Лучшее из британского». В канун Нового 2005 года мэр Лондона Кен Ливингстон объявил его одним из «героев Лондона 2005 года».
| Награда            | Год  | Номинация          | Категория                          | Результат | Ref.  |
| ------------------ | ---- | ------------------ | ---------------------------------- | --------- | ----- |
| Urban Music Awards | 2004 | Himself            | Best Newcomer                      | Победа    | [ 1 ] |
| MOBO Awards        | 2005 | Home Sweet Home    | Best Album                         | Номинация | [ 1 ] |
| MOBO Awards        | 2005 | Himself            | Best Hip-Hop Act                   | Номинация | [ 1 ] |
| MOBO Awards        | 2005 | Himself            | Best UK Newcomer                   | Победа    | [ 1 ] |
| MOBO Awards        | 2005 | Himself            | UK Act of the Year                 | Номинация | [ 1 ] |
| Brit Awards        | 2006 | Himself            | British Urban Act                  | Номинация | [ 2 ] |
| Mercury Prize      | 2016 | Made in the Manor  | Mercury Prize                      | Номинация | [ 3 ] |
| MOBO Awards        | 2016 | Made in the Manor  | Best Album                         | Победа    | [ 4 ] |
| Mercury Prize      | 2020 | Hoodies All Summer | Mercury Prize                      | Номинация | [ 5 ] |
| MOBO Awards        | 2022 | Top Boy            | Best Performance in a TV Show/Film | Победа    | [ 6 ] |

## Личная жизнь
Робинсон болеет за «Ливерпуль». Его первый ребёнок родился в 2023 году.

## Дискография
- Home Sweet Home (2005)
- London Town (2007)
- 140 Grime Street (2008)
- Method to the Maadness (2010)
- Made in the Manor (2016)
- Hoodies All Summer (2019)

## Фильмография
| Год  | Название               | Роль | Notes |
| ---- | ---------------------- | ---- | ----- |
| 2006 | Rollin' with the Nines | Kano |       |
| 2007 | Point Blank            | Акил | Short |
| 2012 | Tower Block            | Марк |       |
| 2023 | The Kitchen            | Изи  |       |

| Год       | Название | Роль  | Notes     |
| --------- | -------- | ----- | --------- |
| 2011-2023 | Top Boy  | Салли | 1-5 серии |

| Год  | Название      | Роль               | Notes                   |
| ---- | ------------- | ------------------ | ----------------------- |
| 2007 | Def Jam: Icon | играет самого себя | Voice role and likeness |